# Azərbaycan Kuboku 2015-2016
La Azərbaycan Kuboku 2015-2016 è stata la 24ª edizione della coppa nazionale azera. La competizione è iniziata il 14 ottobre 2015 con il turno preliminare e si è conclusa con la finale il 25 maggio 2016. Il Qarabağ ha vinto il trofeo per la quinta volta nella sua storia, la seconda consecutiva, battendo in finale il Neftçi Baku dopo i tempi supplementari.
Alla competizione hanno partecipato 19 squadre. Le 10 della Premyer Liqası sono ammesse direttamente agli ottavi di finale.

## Turno preliminare
| Squadra 1       | Risultato              | Squadra 2   |
| --------------- | ---------------------- | ----------- |
| 14 ottobre 2015 |                        |             |
| MOİK Baku       | 1 – 2 (dts)            | Turan Tovuz |
| Şahdağ Qusar    | 1 – 3                  | Şəmkir      |
| Sharurspor      | 3 – 3 (dts) (rig: 4-5) | Qaradağ     |

## Ottavi di finale
| Squadra 1       | Risultato | Squadra 2  |
| --------------- | --------- | ---------- |
| 2 dicembre 2015 |           |            |
| Turan Tovuz     | 1 – 3     | İnter Baku |
| Qarabağ         | 2 – 0     | Şəmkir     |
| Neftçala        | 0 – 1     | Sumqayıt   |
| Xəzər-Lənkəran  | 1 – 0     | Kəpəz      |
| Neftçi Baku     | 8 – 0     | Qaradağ    |
| AZAL            | 1 – 2     | Zirə       |
| 3 dicembre 2015 |           |            |
| Rəvan Baku      | 1 – 0     | FK Baku    |
| Qəbələ          | 7 – 0     | Mil-Mugan  |

## Quarti di finale
| Squadra 1        | Totale | Squadra 2   | Andata | Ritorno |
| ---------------- | ------ | ----------- | ------ | ------- |
| 2 - 9 marzo 2016 |        |             |        |         |
| Rəvan Baku       | 2 – 4  | İnter Baku  | 2 – 1  | 0 – 3   |
| Qarabağ          | 6 – 1  | Sumqayıt    | 2 – 0  | 4 – 1   |
| Xəzər-Lənkəran   | 3 – 4  | Neftçi Baku | 3 – 2  | 0 – 2   |
| Zirə             | 2 – 7  | Qəbələ      | 1 – 2  | 1 – 5   |

## Semifinali
| Squadra 1                 | Totale           | Squadra 2 | Andata | Ritorno     |
| ------------------------- | ---------------- | --------- | ------ | ----------- |
| 27 aprile / 4 maggio 2016 |                  |           |        |             |
| İnter Baku                | 0 – 5            | Qarabağ   | 0 – 4  | 0 – 1       |
| Neftçi Baku               | 2 – 2 (rig: 4-3) | Qəbələ    | 1 – 1  | 1 – 1 (dts) |

## Finale
| Arbitro: | Fariz Yusifov |

|             |           |  |
| Míchel 119’ | Marcatori |  |